# 寮歌の一覧
寮歌の一覧（りょうかのいちらん）
本項では、旧制高等教育機関の代表的な寮歌を学校別に列挙する。太字は各学校で最も代表的な寮歌。寮歌は判明しているだけで 2,500曲以上はあると考えられており、ここに挙げたものはごく一部である。
- 学校は、旧制高等学校・帝国大学予科とそれ以外とに大分した。旧制高等学校・帝大予科の並び順は、『日本寮歌集』（寮歌#書籍を参照）に従った。それ以外の諸校については、大学設立と予科あるいは専門部相当校の設立との間に時間差があるなど設立順とするのが難しいものもあるので、官立、公立、私立の順に並べている。
- 歌の題名として、便宜上原則として歌い出しの歌詞の第一節を挙げている。より有名な題名・別名がある場合は（ ）内に附記した。歌は可能な限り成立順に並べている。

## 旧制高等学校の歌

### 旧制第一高等学校の歌
第一高等学校については以下を参照。

第一高等学校 (旧制)の寮歌

### 旧制第二高等学校の歌
→ 学校紹介記事
- 天は東北 山高く
明治38年（1905年）。第二高等学校校歌。土井林吉 作詞、楠美恩三郎 作曲。
- 青葉山萬古にしげく
明治36年（1903年）。第二高等学校尚志会会歌。内田隆作詞、多梅稚作曲。尚志会とは校友会の名である。五七調。
- むかし曰う「北方の強」
明治40年（1907年）。尚志会応援歌。土井晩翠 作詞、熊谷仙太 作曲。川田吉衛 作曲。大正11年に川田作曲のものが作られる。今歌われているのは川田版のもの。
- 山紫に水清き
明治39年（1906年）。明善寮寮歌。泉仙助 作詞、有志音楽会 作曲。
- 鴎や春の
大正11年（1922年）。対一高端艇競漕凱歌。湊勇雄 作詞、川田吉衛 作曲。
- 肥馬むちうたせ（戦勝てり美酒を）
大正11年（1922年）。対高工野球戦凱歌。湊勇雄 作詞、閑歳俊雄 作曲。
- 踏みわけてたどる陸奥
昭和2年（1927年）。中杉山名善寮分散歌。山合太鬼樹、渡邊龜雄、森川幸一 作詞、山合太鬼樹、千葉良門 作曲。五七調の歌詞であるが、実際には五、七五七五の内容である。
- 散りにし花は
昭和15年（1940年）。辻良四郎 作詞、千葉和郎 作曲。

### 旧制第三高等学校の歌
→ 学校紹介記事
- 逍遥の歌 - ウェイバックマシン（2009年10月16日アーカイブ分）　（紅もゆる丘の花）
明治37年（1904年）。逍遥の歌。澤村胡夷 作詞、吉田恒三 作曲。
- 桜の若葉
明治44年（1911年）。紀念祭歌。深尾巣阜 作詞・作曲。
- 行春哀歌 - ウェイバックマシン（2009年9月27日アーカイブ分）　（静かに来たれなつかしき）
大正2年（1913年）。矢野峰人 作詞、『人を恋ふるの歌』 の譜。
- 琵琶湖周航の歌 - ウェイバックマシン（2009年9月24日アーカイブ分）　（我は湖の子さすらひの）
大正7年（1918年）。小口太郎 作詞、吉田千秋 原曲。
- 嗚呼青春の脈血に（柏の葉をブッとばせ）
大正8年（1919年）。行進歌。三光桂生 作詞、小川某 作曲。
- ヂンヂロゲ踊りの歌 - ウェイバックマシン（2015年8月15日アーカイブ分）　(ヂンヂロゲ ヤ ヂンヂロゲ)
大正初期。寮の秘祭の歌。元はインド民謡 『ヒラミルパニア』。
- 月見草 - ウェイバックマシン（2015年8月15日アーカイブ分）　（紅萌ゆる岡の上）
大正8年（1919年）。野球部の愛唱歌。岡本扇一 作詞、一高寮歌 『紫淡くたそがるる』（明治41年）の譜。

二番の歌詞に、突然、人口学者のマルサスの名前が出てきて驚くが、これはアルザス（鋳造で有名な土地であった）の誤りといわれている。
- 吹雪のする日は（雪山賛歌）
昭和3年（1928年）。山岳部歌。西堀栄三郎 作詞、『Oh My Darling, Clementine』 の譜。

### 旧制第四高等学校の歌
→ 学校紹介記事
- 啻に血を盛る（南下軍の歌）
明治40年（1907年）。高橋武済 作詞、簗瀬成一 作曲。
- 北の都
大正4年（1915年）。南寮寮歌。駒井重次 作詞、金原祐之助 作曲。
- 緑の杯も偽りの
大正4年（1915年）。中寮寮歌。多賀谷三郎 作詞、金原祐之助 作曲。
- 時の曠野
昭和11年（1936年）。第44回記念祭寮歌。今野信一・谷口陸男 作詞、石原龍郎 作曲。
- 思ひ出づる調べも哀し
昭和16年（1941年）。四高漕艇部遭難追悼歌。石上晃・満島俊次 作詞、加藤二郎 作曲。

### 旧制第五高等学校の歌
→ 学校紹介記事
- 武夫原頭に
明治37年（1904年）。東大寄贈歌。恵利武 作詞、東京音楽学校 作曲＜鈴木充形作曲説も＞。
- 椿花咲く
昭和5年（1930年）。中井正文 作詞、金堀伸夫 作曲。

### 旧制第六高等学校の歌
→ 学校紹介記事
- 若紫に水清く
成立年不詳 第六高等学校校歌。小林愛雄 作詞、酒井将軍 作曲。
- 若紫に夜は明けて
明治43年（1910年）。北寮寮歌。吉原一雄 作詞。
- 春の流はまだあさく
明治43年（1910年）。東大寄贈歌。作者不詳。
- 新潮走る
大正2年（1913年）。中寮寮歌。南惣平・宇野操一 作詞、作曲者不詳。
- 操陵のもと春逝かば（北進歌）
昭和3年（1928年）。八木真平 作詞、山本忠雄 作曲。

### 旧制第七高等学校造士館の歌
→ 学校紹介記事
- 北辰斜に（第十四回記念祭歌）
大正4年（1915年）。簗田勝三郎 作詞、須川政太郎 作曲。
- 楠の葉末
大正5年（1916年）。小川森秀 作詞、梁田貞 作曲。
- もりの梢（ふるさと）
大正10年（1921年）。中村正常 作詞、小塚宏吉 作曲。

### 旧制第八高等学校の歌
→ 学校紹介記事
- 伊吹おろし
大正5年度寮歌（1916年）。中山久 作詞、三橋要次郎 作曲。
- カンナ一輪
大正11年度寮歌（1922年）。島木陸郎 作詞、小田茂雄 作曲。
- 春三月の花の香に
大正13年度寮歌（1924年）。大島武夫 作詞、本多龍成 作曲（山田清 作曲の曲もあり）。
- 春は日影
大正15年度寮歌（1926年）。棚橋諒 作詞、末広恭雄 作曲。
- 人うつり
昭和10年度寮歌（1935年）。寺田守 作詞、登川尚佐 作曲。

### 旧制新潟高等学校の歌
→ 学校紹介記事
- 生誕ここに（頌春の歌）
大正9年（1920年）。山田定雄 作詞、小林盈雄 作曲。
- あくがれてこし丘の上や（春日歓燕二部曲）
大正10年（1921年）。山田定雄 作詞、斎藤正直 作曲。
- 佐渡が島山
昭和4年（1929年）。田坂卓美 作詞、大野彰吾 作曲。

### 旧制松本高等学校の歌
→ 学校紹介記事
- 春寂寥
大正9年（1920年）。吉田実 作詞、浜徳太郎 作曲。
- 夕暮るる
大正9年（1920年）。工藤友恵 作詞、浜徳太郎 作曲。
- 血は燃えさかる（雲にうそぶく）
大正10年（1921年）。福田美亮 作詞、浜徳太郎 作曲。
- ああ青春
大正10年（1921年）。吉村武生 作詞、片山尚 作曲。
- 千山万岳
大正10年（1921年）。校歌。土井晩翠 作詞、山田耕筰 作曲。
- 戦の歌
大正13年（1924年）。仁井田陞 作詞、浜徳太郎 作曲。
- 新たなる生の歌
大正14年（1925年）。仁井田陞 作詞、浜徳太郎 作曲。
- 巨鷲の姿
大正15年（1926年）。原真一 作詞、内野正作 作曲。
- 東や鉢伏（松高小曲）
昭和2年（1927年）。御塚杜男 作詞、古川晴男 作曲。
- 春深ければ
昭和2年（1927年）。佐藤尚武 作詞、向後勉 作曲。
- 秋高原に
昭和2年（1927年）。百瀬勝登 作詞、古川晴男 作曲。
- 若き生命に
昭和2年（1927年）。鹿志村保二 作詞、成沢英一 作曲。
- 誠蔭行
昭和8年（1933年）。金井塚熊吉 作詞、折原量平 作曲。
- 高原の黙示
昭和9年（1934年）。大塚辰彦 作詞、折原量平 作曲。
- 筑摩野
昭和9年（1934年）。積田保治 作詞、駒井邦雄 作曲。
- 誠寮讃歌
昭和10年（1935年）。雨宮恒之 作詞、駒井邦雄 作曲。
- 自由讃歌
昭和12年（1937年）。中川英夫 作詞、藤沢俊雄 作曲。
- 杜の栄光
昭和13年（1938年）。唐木邦雄 作詞、本間秀夫 作曲。
- 雪の筑摩野
昭和14年（1939年）。宋範儀 作詞、柏木直 作曲。
- 友よアルプの
昭和14年（1939年）。金井勝彦 作詞、宮内裕 作曲。
- 空虚なる
昭和16年（1941年）。田中早苗 作詞、石岡茂男 作曲。
- 朝開き歌
昭和17年（1942年）。大蔵敏彦 作詞、森口兼二 作曲。
- 思誠賦
昭和18年（1943年）。羽田邦彦 作詞、太田和夫 作曲。
- 若き力に
昭和18年（1943年）。当間稔 作詞、木下知行 作曲。
- 光をよばん
昭和19年（1944年）。林三平 作詞、田中淳 作曲。
- 遠征
昭和19年（1944年）。上條彰次 作詞、田中淳 作曲。
- 山に微笑む（山脈）
昭和20年（1945年）。峰間清美 作詞、千野寛 作曲。
- 人の世の
昭和21年（1946年）。西寮寮歌。斎藤宗吉 作詞、松尾先見 作曲。
- 誠寮懐古
昭和21年（1946年）。佐藤芳男 作詞、神田寿夫 作曲。

### 旧制山口高等学校の歌
→ 学校紹介記事
- 鴻峰はれて
大正8年（1919年）。応援歌。米沢直人 作詞、原曲は一高 『としはや已に十八と』（鈴木充形 作曲）。
- 暁はゆる
大正9年（1920年）。第1回記念祭寮歌。米沢直人 作詞、作曲者不詳。
- 柳桜をこきまぜて（鴻南に寄する歌）
大正13年（1924年）。東大寄贈歌。第一回文甲会 作詞・作曲。
- ラインの流れ涸るるとも
成立年不詳 野球部送行歌。作詞者・作曲者不詳。

### 旧制松山高等学校の歌
→ 学校紹介記事
- 瀬戸の島山
大正9年（1920年）。校歌。高木武 作詞、長橋熊次郎 作曲。
- 暁雲こむる
大正9年度寮歌（1920年）。西山義雄 作詞、中山次郎 作曲。
- 若葉の古城
大正11年度寮歌（1922年）。西本義男 作詞、山内俊雄 作曲。
- ああ南海の夢の春（三光寮を歌ふ）
昭和7年（1932年）。津川侃治 作詞、三光寮寮生一同 作曲。

### 旧制水戸高等学校の歌
→ 学校紹介記事
- 時乾坤に（正寮歌）
大正9年（1920年）。第1回記念祭寮歌。窪田敏夫 作詞、近衛秀麿 作曲。
- 雲白く（送別歌）
昭和5年（1930年）。芹澤勇 作詞、永島富雄 作曲。
- 夕べの丘に
昭和7年（1932年）。第13回記念祭寮歌。福田光 作詞、長友重孝 作曲。

### 旧制山形高等学校の歌
→ 学校紹介記事
- ひかり北地に（寮に別るる日に）
大正11年度卒業生寄贈寮歌（1922年）。高後虎雄 作詞、岩田龍雄 作曲。
- 夜光の杯
大正11年（1922年）。六寮寮歌。高後虎雄 作詞、大橋幹男 作曲。
- 嗚呼乾坤
大正12年（1923年）。全寮寮歌。阪本越郎 作詞、大橋幹男 作曲。

### 旧制佐賀高等学校の歌
→ 学校紹介記事
- 暁近き
大正11年度寮歌（1922年）。武内竜次 作詞・作曲。
- 夕陽は燃ゆれ（吉井浜思い出の歌）
大正12年（1923年）。水泳部歌。吉原正俊 作詞、山口正之 作曲。
- 南に遠く
昭和7年度寮歌（1932年）。園田卯吉 作詞、丹治汪 作曲。

### 旧制松江高等学校の歌
→ 学校紹介記事
- 目もはろばろと（青春の歌）
大正10年（1921年）。並河太 作詞、岩佐万次郎 作曲。
- 翠松めぐる
大正10年（1921年）。中島俊蔵 作詞、牧野一郎 作曲。
- 笛の音うるむ
昭和3年（1928年）。馬屋原成男 作詞、梁田貞 作曲。

### 旧制弘前高等学校の歌
→ 学校紹介記事
- 虚空に羽ばたき
大正10年（1921年）。校歌。土井晩翠 作詞、弘田龍太郎 作曲。
- 都も遠し
大正12年（1923年）。脇本忠信 作詞、菅谷知巳 作曲。
- 霞の影に
大正13年（1924年）。第3回開寮記念祭祭歌。渡邊辰夫 作詞、杉山一郎 作曲。

### 旧制東京高等学校の歌
→ 学校紹介記事
- 吹けよ秩父の（東高節）
大正15年（1926年）、昭和3年（1928年）。出淵国保・西沢舜太郎・吉田順五・石井昭正・平出彬 作詞、出淵国保 作曲。
- 水の精の夢破り（野尻湖の歌）
昭和2年（1927年）。水泳部歌。吉田幸次郎 作詞、田中敬一 作曲。(この歌は尋常科の歌なので、寮歌に入れるべきかどうかという議論がある。)

### 旧制大阪高等学校の歌
→ 学校紹介記事
- 嗚呼黎明は近づけり
大正12年（1923年）。全寮歌。沼間昌教 作詞、吉田丈二 作曲。
- 落花の雪に
大正12年（1923年）。端艇部歌。沼間昌教 作詞、吉田丈二 作曲。
- 妖雲剣もて
昭和6年（1931年）。第10回記念祭歌。山蔭卓典 作詞、池田郁蔵 作曲。
- 広原に
昭和21年（1946年）。第25回記念祭寄贈歌。下条義次 作詞、井手経三 作曲。

### 旧制浦和高等学校の歌
→ 学校紹介記事
- 大いなるかな武蔵野は
大正11年（1922年）。校歌。高木市之助 作詞、弘田龍太郎 作曲。
- 武蔵が原
大正11年度寮歌（1922年）。藤倉寛三 作詞、諸井三郎 作曲。
- 緑の丘辺
大正12年度寮歌（1923年）。守随一 作詞、吉田信俊 作曲。
- 春の武蔵野（浦高自治寮音頭）
昭和7年（1932年）。佐藤卓郎 作詞、金田一春彦 作曲。
- 城北十里
昭和9年度寮歌（1934年）。中村頼治 作詞、金谷貫一郎 作曲。
- 杜鵑血に鳴く（静高遠征歌）
昭和9年（1934年?）。作詞者不詳、原曲は七高 『北辰斜に』 と考えられている。

### 旧制福岡高等学校の歌
→ 学校紹介記事
- ああ玄海
大正11年（1922年）。応援歌。作詞者・作曲者不詳。
- 紫こむる
大正13年（1924年）。桐原信生 作詞、野村芳太郎 作曲。

### 旧制静岡高等学校の歌
→ 学校紹介記事
- 地のさゞめごと
大正12年（1923年）。坂田一郎 作詞、桝井喜壽計 作曲。
- 時じくぞ花
大正14年（1925年）。第1回記念祭歌。栗山卓士 作詞、杉井幸一 作曲。

### 旧制高知高等学校の歌
→ 学校紹介記事
- 自由の空に
大正12年（1923年）。校歌。松野仁 作詞、弘田龍太郎 作曲。
- 人絢爛の
大正13年（1924年）。木村貞吉 作詞、作曲者不詳。
- 一つとせ 一人のあの娘が（豪気節）
大正13年（1924年）。余田弦彦 作詞・作曲。
- 時の流れに
昭和5年（1930年）。長尾孫夫 作詞、宮崎良一 作曲。
- 春は弥生の（慕南歌）
昭和6年（1931年）。海野稔 作詞、高井祥平 作曲。

### 旧制姫路高等学校の歌
→ 学校紹介記事
- ああ白陵（白陵歌）
大正14年（1925年）。谷義衛 作詞、南恒郎 作曲。
- ああ修道の旅衣
大正15年（1926年）。吉村大介 作詞、飯田誠 作曲。
- 古き湊はたそがれて
大正15年（1926年）。水泳部歌。吉村大介 作詞、南恒郎 作曲。

### 旧制広島高等学校の歌
→ 学校紹介記事
- 銀燭揺らぐ花の宴
大正14年（1925年）。古谷省三 作詞、楠木保 作曲。
- 紫淡く水むせぶ（讃酒歌）
大正14年（1925年）。井口哲 作詞・作曲。
- 黄昏る想（讃想歌）
昭和2年（1927年）。羽白幸雄 作詞、藤井清水 作曲。
- 時代の潮は（怒濤の譜）
昭和14年（1939年）。川越敬一 作詞、山本壽 作曲。
- 春洛陽の花霞
昭和15年（1940年）。古川勝弘 作詞、中村泰 作曲。

### 旧制台北高等学校の歌
→ 学校紹介記事
- 獅子頭山に
大正14年（1925年）。第一校歌。三沢糾 作詞、阿保寛 作曲。
- 対の大屯（台高踊り歌）
大正14年（1925年）。小山捨月 作詞、村橋靖彦 作曲。

### 旧制富山高等学校の歌
→ 学校紹介記事
- 丘の団欒に
昭和2年（1927年）。中村亮二 作詞・作曲。
- 上れ雪渓
昭和5年（1930年）。山岳部歌。藤森秀夫 作詞、藤井清水 作曲。

### 旧制旅順高等学校の歌
→ 学校紹介記事
- 薫風通ふ
昭和15年（1940年）。第1回寮歌。宇田博 作詞、村岡楽童 作曲。
- 波濤巨艦の影呑みて
昭和15年（1940年）。第2回寮歌。小林庄一郎 作詞、坂根潔 作曲。
- 窓は夜露にぬれて（北帰行）
昭和16年（1941年）。宇田博 作詞・作曲。

### 旧制浪速高等学校の歌
→ 学校紹介記事
- 高等学校浪速を名とし
昭和4年（1929年）。校歌。土井晩翠 作詞、山田耕筰 作曲。
- 麦生の床に（浪速の友に）
昭和4年（1929年）。辻村鑑 作詞、弘田龍太郎 作曲。

### 旧制府立高等学校の歌
→ 学校紹介記事
- 八雲ヶ丘の朝明けて
昭和7年（1932年）。逍遙歌。岩沙慎一 作詞、大谷鉄弥 作曲。
- 嗚呼西山の
昭和10年（1935年）。校歌。蔵田延男 作詞、實吉捷郎 作曲。
- 見よやローマの
昭和13年（1938年）。第9回記念祭歌。小坂松彦 作詞、川口京村 作曲。
- 青春という
昭和13年（1938年）。学生歌。山下肇 作詞、永田丕 作曲。
- 銀扇空にひるがへす
昭和15年（1940年）。第11回記念祭歌。小坂松彦・梶原嗣郎 作詞、池田正憲 作曲。
- 春残更
昭和20年（1945年）。第8寮歌。井川洋一 作詞・作曲。

### 旧制武蔵高等学校の歌
→ 学校紹介記事
- 青空わたる（武蔵讃歌）
昭和2年（1927年）。長崎太郎 作詞、田中規矩士 作曲。
- 花は吹雪と散りゆきて
成立年不詳 理科7回生 惜別の譜。清水栄 作詞、田中大平・竹内正 作曲。

### 旧制甲南高等学校の歌
→ 学校紹介記事
- 沈黙の鐘
大正15年（1926年）。校歌。土屋卓二 作詞、岡野貞一 作曲。
- 暮れゆく空に輝ける（いざ心せよ大丈夫よ）
昭和2年（1927年）。蹴球部応援歌。川延誠治郎 作詞・作曲。
- 嗚呼浅春の
昭和11年度逍遙歌（1936年）。野村正樹 作詞・作曲。

### 旧制成蹊高等学校の歌
→ 学校紹介記事
- 土の育む
大正14年（1925年）。校歌。志田義秀 作詞、信時潔 作曲。
- 膚を濡らす
昭和13年（1938年）。霜山徳爾 作詞、清水龍雄 作曲。
- 薪割り飯炊き小屋掃除（山の友によせて）
成立年不詳 虹芝寮歌。戸田豊鉄 作詞・作曲。

### 旧制成城高等学校の歌
→ 学校紹介記事
- 春の武蔵野
昭和2年（1927年）。校歌。鳥居英造 作詞、深野明雄 作曲。
- 多摩のせゝらぎ（瀛州離歌）
昭和19年（1944年）。十六回文乙合同 作詞・作曲＜今道友信 作詞、堀越博 作曲 とも＞。

### 旧制長崎高等学校の歌
→ 学校紹介記事
- （戦後特設高等学校。現 長崎大学）

### 旧制徳島高等学校の歌
→ 学校紹介記事
- （[戦後特設高等学校。現 徳島大学）

### 旧制山梨県立高等学校の歌
→ 学校紹介記事
- （戦後特設高等学校）

### 旧制福岡県立高等学校の歌
→ 学校紹介記事
- （戦後特設高等学校）

### 旧制秋田県立高等学校の歌
→ 学校紹介記事
- （戦後特設高等学校）

寮歌の存在は確認されているが、詳細は不明。

### 旧制東洋高等学校の歌
→ 学校紹介記事
- （戦後特設高等学校）

### 旧制日本高等学校の歌
→ 学校紹介記事
- （戦後特設高等学校）

## 旧制帝国大学予科の歌

### 旧制北海道帝国大学予科の歌
→ 学校紹介記事（後身校）
- 永遠の幸
明治33年?（1900年?）。札幌農学校校歌。北海道大学校歌。大和田建樹 校閲、有島武郎 作歌。『Tramp! Tramp! Tramp!』（南北戦争軍歌）の譜。
- 一帯ゆるき
明治40年（1907年）。恵迪寮寮歌。田中義麿 作歌、高松正信 作曲。
- 太虚の齢
明治41年（1908年）。恵迪寮寮歌。田中義麿 作歌、早川直瀬・前川徳次郎 作曲。
- 希望の光
明治42年（1909年）。恵迪寮寮歌。加藤茂雄 作歌、金原善知 作曲。
- 帝都を北に
明治43年（1910年）。恵迪寮寮歌。谷村愛之助 作歌、柳沢秀雄 作曲。
- 藻岩の緑
明治44年（1911年）。恵迪寮寮歌。松山茂助 作歌、柳択秀雄 作曲。
- 都ぞ弥生
明治45年（1912年）。恵迪寮寮歌。横山芳介 作歌、赤木顕次 作曲。
- 幾世幾年
大正2年（1913年）。恵迪寮寮歌。木原均 作歌、柳沢秀雄 作曲。
- 我が運命こそ
大正3年（1914年）。恵迪寮寮歌。樋口桜五 作歌、赤木顕次 作曲。
- 時轍乾坤に
大正4年（1915年）。恵迪寮寮歌。沢田退蔵 作歌、沢田退蔵 作曲。
- 穹蒼高く
大正5年（1916年）。恵迪寮南寮寮歌。長崎次郎 作歌、黒住須賀夫 作曲。
- 荒潮めぐる
大正5年（1916年）。恵迪寮北寮寮歌。桜井芳次郎 作歌、橋本吉郎 作曲。
- 魔神の呪
大正6年（1917年）。恵迪寮寮歌。佐藤惣之助 作歌、植村泰一 作曲。
- 花を褥
大正7年（1918年）。恵迪寮寮歌。松本五六 作歌、峰秀雄 作曲。
- 暗雲低く
大正8年（1919年）。恵迪寮寮歌。熊谷巌 作歌、置塩奇 作曲。
- 無窮の空に
大正9年（1920年）。恵迪寮寮歌。戸田早苗 作歌、藤田篤 作曲。
- 生命の争闘
大正10年（1921年）。恵迪寮寮歌。青野正男 作歌、小峰三千男 作曲。
- 起伏しらぬ
大正11年（1922年）。恵迪寮寮歌。牧原東洋男 作歌、高橋北雄 作曲。
- かがやく路
大正11年（1922年）。恵迪寮新寮記念寮歌。服部光平 作歌、山本吉之助 作曲。
- 春雨に濡る
大正12年（1923年）。恵迪寮寮歌。高橋北雄 作歌、西田貫道 作曲。
- 茫々はるか
大正13年（1924年）。恵迪寮寮歌。高野芳雄 作歌、神島辰雄 作曲。
- 敝れし衣
大正14年（1925年）。恵迪寮寮歌。外山徳次郎 作歌、三溝済美 作曲。
- 大地はなごやかに
大正14年（1925年）。開舎二十周年記念寮歌。黒澤徹 作歌、三溝済美 作曲。
- ああ青春の歓喜を
大正15年（1926年）。恵迪寮寮歌。木村佐京 作歌、牧野千代治 作曲。
- 爪紅の黎明の風
大正15年（1926年）。開学五十周年記念寮歌。井上哲郎 作歌、河口忠雄 作曲。
- 蒼空高く翔らむと
昭和2年（1927年）。恵迪寮寮歌。土井恒喜 作歌、長谷川吉郎 作曲。
- 郭公の声に
昭和3年（1928年）。恵迪寮寮歌。古河勝夫 作歌、宮本正治 作曲。
- 黒潮鳴れる
昭和4年（1929年）。恵迪寮寮歌。須田政美 作歌、森忠文 作曲。
- タンネの氷柱
昭和8年（1933年）。恵迪寮寮歌。卜部清 作歌、白石祐義 作曲。
- 津軽の滄海の
昭和13年（1938年）。恵迪寮寮歌。二階堂幸一 作歌、高橋貢 作曲。
- 湖に星の散るなり
昭和16年（1941年）。恵迪寮寮歌。切替辰哉 作歌、岡田和雄 作曲。
- 雪解の楡陵の
昭和19年（1944年）。恵迪寮寮歌。鈴木信夫 作歌、武山賢治 作曲。
- 花繚乱の
昭和32年（1957年）。恵迪寮寮歌。前島一淑 作歌作曲。
- 恵迪節
昭和53年（1978年）。恵迪寮寮歌。甲斐陽輔 作歌作曲。
- うす紅の
昭和54年（1979年）。恵迪寮寮歌。鶴原文孝 作歌、高田和重 作曲。
- 楡は枯れず
昭和55年（1980年）。恵迪寮寮歌。新井桂二 作歌、奥田和人 作曲。
- 若き力
平成8年（1996年）。恵迪寮寮歌。長谷川健 作歌、石井英一 作曲。
- 広がるはただ青き旅路ぞ
平成23年（2011年）。恵迪寮寮歌。安田龍平 作歌、我如古弥司 作曲。
- 瓔珞みがく
大正9年（1920年）。桜星会歌。佐藤一雄 作歌、置塩寄 作曲。
- 桑楡哺紅に
大正14年（1925年）。桜星会優勝歌。木村英男 作歌、宗知康 作曲。
- 水産放浪歌
成立年不詳。作詞作曲者不詳。
- 札幌農学校は蝦夷ヶ島（ストームの歌）
1番は明治38年（1905年）、2番3番は明治43年（1910年）。色部米作（1番）・加藤茂雄（2番）・出納陽一（3番）作歌、曲は俗謡 『お江戸日本橋（コチャエ節）』 より。

### 旧制京城帝国大学予科の歌
→ 学校紹介記事
- 紺碧遙かに
大正13年（1924年）。校歌。都志見吉秋 作詞、大場勇之助 作曲。
- 高麗野の里よ（陸行の歌）
大正14年（1925年）。重岡興三彦 作詞、杜友亮 作曲。

### 旧制台北帝国大学予科の歌
→ 学校紹介記事
- 椰子の葉茂る（創業歌）
昭和16年（1941年）。岩村光介 作詞、伊東謙 作曲。

## 旧制大学予科の歌

### 旧制東京商科大学予科の歌
→ 学校紹介記事
- 玲瓏高き仙嶺の（長煙遠く棚引きて）
明治37年（1904年）。一橋会会歌。中田庄三郎 作詞、宮内省雅楽部 作曲。
- 血汐と交へし（討露歌）
明治37年（1904年）。菅礼之助 作詞、一橋会音楽部 作曲。
- 東都の流れ
大正9年（1920年）。大友春一 作詞、瀬戸口藤吉 作曲。
- 人の命の旅の空（離別の悲歌）
昭和12年（1937年）。依光良響 作詞、青木利夫 作曲。

### 旧制神戸商業大学予科の歌
→ 学校紹介記事
- 商神
明治39年（1906年）。神戸高等商業学校校歌。忠田兵造 作詞、米田虎之助 作曲。
- 男児一たび立たん時（大旆）
明治39年（1906年）。道野信蔵 作詞、米田虎之助 作曲。
- 春筒台に草萌えて
大正3年（1914年）。神戸高等商業学校寮歌。井上貴與記 作詞、作曲者不詳。
- 春やおぼろの
昭和2年（1927年）。逍遙歌。栗田義恵 作詞、近衛秀麿 作曲。
- 嗚呼雲霓
昭和16年（1941年）。第1回記念祭寮歌。神吉義信 作詞、守屋亮一郎・大川原茂 作曲。
- 瀬戸の浦波
昭和16年（1941年）。第1回記念祭逍遙歌。阪田耕蔵 作詞、春名彌三郎 作曲。

### 旧制旅順工科大学予科の歌
→ 学校紹介記事
- 唐紅の花衣
成立年不詳 逍遙歌。高橋清 作詞・作曲。
- 月と地球にベルトをかけて（ダイナマイト節）
成立年不詳。作詞者・作曲者不詳（元歌は壮士演歌）。
- 東亜の歴史に
大正13年（1924年）。副歌。土井晩翠 作詞、信時潔 作曲。

### 旧制神宮皇學館大学予科の歌
→ 学校紹介記事（後身校）
- 若草萌ゆる
大正13年（1924年）。精華寮寮歌。潮千別 作詞、須川政太郎 作曲。
- 意気卓犖の
昭和11年（1936年）。鎌田春雄 作詞、河原誠一・上田紀雄 作曲。

「若草萌ゆる倉田山…」ではじまる旧制神宮皇學館の精華寮寮歌は、現在も旧制神宮皇學館大学の後身として昭和３７年に再興された皇學館大学の精華寮（男子寮）において寮歌として引き続き歌われており、戦前期の寮歌が現在も学生、卒業生の間で歌われている。その点では生きた寮歌として健在である。

### 旧制京都府立医科大学予科の歌
→ 学校紹介記事
- 遅日の夢
成立年不詳 予科校歌。金子元春 作詞・作曲。原曲は一高寮歌 『そよぐ橄欖』（明治41年。廣田義夫 作曲）。
- 銀鞍花に（希望歌）
成立年不詳。田中良之助 作詞、坂照雄 作曲。

### 旧制大阪商科大学予科の歌
→ 学校紹介記事
- 夕古城を仰ぎ見て
明治40年（1907年）。大阪高等商業学校校歌。佐佐木信綱 作詞、田村虎蔵 作曲（山田耕筰による曲もある）。
- 桜花爛漫
成立年不詳 逍遙歌。作詞者・作曲者不詳（詳細は当該記事を参照）。
- 春風匂ふ浅香山
昭和13年（1938年）。逍遙歌。今井茂雄 作詞、鈴木和夫 作曲。
- 朝に望む金剛や（金剛を望みて）
昭和13年（1938年）。逍遙歌。吉田康博 作詞、北川養助 作曲。
- 嗚呼感激の春の宵（血盟歌）
昭和14年（1939年）。伊達陽 作詞、松川清 作曲（元は姫高 『ああ白陵』 の替え歌）。
- 聞けや大和の清流に
昭和15年（1940年）。商大グリークラブ愛唱歌。作詞者不詳、平井保喜 作曲。
- 動く都の朝ぼらけ（山水けぶる）
昭和15年（1940年）。応援歌。篠田恭一 作詞、林雄一郎 作曲。

### 旧制早稲田高等学院の歌
→ 学校紹介記事（後身校）
- 都の西北
明治40年（1907年）。早稲田大学校歌。相馬御風 作詞、東儀鉄笛 作曲。
- 高と稲穂は（緑滴る戸山ヶ原に）
成立年不詳 逍遙の歌。酒技義雄 作詞、平山嘉三 作曲。

### 旧制中央大学予科の歌
→ 学校紹介記事
- 惜別の歌
昭和20年（1945年）。島崎藤村 作詞、藤江英輔 作曲。

### 旧制関西大学の歌
→ 学校紹介記事
- 自然の秀麗 人の親和（学歌）
大正11年（1922年）。服部嘉香 作詞、山田耕筰 作曲。
- 嵐劈く鳳の
成立年不詳 逍遙歌。作詞者・作曲者 不詳。

### 旧制日本医科大学予科の歌
→ 学校紹介記事
- 明けゆく空の多摩川に
昭和8年?（1933年?）逍遙歌。松森迪富 作詞、作曲者不詳。
- 散りゆく花を
昭和13年（1938年）。第二予科逍遙歌。佐本忠男 作詞、杉田良二 作曲。

### 旧制東京慈恵会医科大学予科の歌
→ 学校紹介記事
- 春東雲の星の影
昭和10年頃 慈光寮寮歌。端達夫 作詞、黒川一郎 作曲。

### 旧制立命館大学の歌
→ 学校紹介記事
- あかき血潮 胸に満ちて
成立年不詳 校歌。明本京静 作詞、近衛秀麿 作曲。第二次大戦後、2番は封印された。
- 夕月淡く梨花白く
成立年不詳 寮歌。作詞者・作曲者 不詳。

### 旧制拓殖大学の歌
→ 学校紹介記事
- 右手に文化の
大正8年（1919年）。拓殖大学校歌。宮原民平 作詞、永井建子 作曲。
- 麗沢の水に散る紅葉（無題）
成立年不詳。作詞者・作曲者 不詳。

### 旧制千葉工業大学予科の歌
→ 旧制興亜工業大学時代の予科寮歌
- 桑蓬の歌
1942年（昭和17年）。逍遙歌。学生作詞、 学生作曲。

→ 学校紹介記事
- たれ邯鄲の夢に酔ひ
昭和21年（1946年）。逍遙歌。松藤淳 作詞、山口猛 作曲。
- あゝ狂瀾の
？年（昭和？年）。逍遙歌。？ 作詞、？ 作曲。
- 饗宴の賦
？年（昭和？年）。逍遙歌。？ 作詞、？ 作曲。

→ 千種寮歌
- 清らかなる
1965年（昭和40年）。寮歌。石蔵純生（電子工学科4年）作詞・作曲、吉田精一 補訂。
- 千種よ
1965年（昭和40年）。寮歌。小倉玲子（千種寮勤務事務職員）作詞・作曲、吉田精一 補訂。
- ふるさと遠く
1965年（昭和40年）。寮歌。佐藤勝三（電子工学科4年）作詞・作曲、吉田精一 補訂。

### 旧制愛知大学予科の歌
→ 学校紹介記事
- 月影砕くる
昭和21年（1946年）。逍遙歌。亀田敏生 作詞、山田昌弘 作曲。

（以下 スタブ、順不同）
- 旧制満州医科大学予科の歌

## その他の高等教育機関の歌

### 旧制学習院高等科の歌
→ 学校紹介記事
- 積らば遂に山とはならむ
明治22年?（1889年?）。輔仁会会歌。作詞者不詳、曲は 小松耕輔 作曲の旧曲（原曲は自由の喊声）と、棚池慶助 作曲の新曲とがある。
- 大瀛の水
明治41年（1908年）。学習院寮歌。伊達九郎 作詞、小松耕輔 作曲。

### 旧制東京高等師範学校の歌
→ 学校紹介記事
- 桐の葉（宣揚歌）
大正8年（1919年）。大和資雄 作詞、作曲者不詳。
昭和48年（1973年）、筑波大学発足に伴い 大山信郎 作詞の 3番が追加された。

### 旧制広島高等師範学校の歌
→ 学校紹介記事
- 瀬戸の島浦
成立年不詳 学生歌。満井隆 作詞、弘田龍太郎 作曲。
- 同じ山への憧れを（広島高師の山男）
昭和15年（1940年）。山岳部歌。神尾明正 作詞、武山信治（竹山仙史）作曲。『坊がつる讃歌』 の元歌。

### 旧制山口高等商業学校の歌
→ 学校紹介記事
- 花なき山の
明治32年（1899年）。（旧）山口高等学校寮歌。佐々政一 作詞・作曲。
- 春を弔う落英の（山都逍遙歌）
昭和19年（1944年）。橋川敏男 作詞・作曲。

### 旧制長崎高等商業学校の歌
→ 学校紹介記事
- 暁星淡く瞬きて
明治44年（1911年）。校歌。牛島秀雄 作詞、島村吉門 作曲。

### 旧制小樽高等商業学校の歌
→ 学校紹介記事
- 若人逍遥の歌
寮歌。高島茂 作詞、宮内泰　作曲。

### 旧制室蘭高等工業学校の歌
→ 学校紹介記事
- 荒涼北州秋たけて
昭和16年（1941年）。明徳寮寮歌。田中館敬橘 作詞、藤岡啓一 作曲。
- 北斗の光
昭和18年（1943年）。明徳寮寮歌。入江伸 作詞・作曲。

### 旧制浜松高等工業学校の歌
→ 学校紹介記事
- 春酣に
昭和15年頃 寮歌。相川覚 作詞、山田秀輔 作曲。

### 旧制明治専門学校の歌
→ 学校紹介記事（後身校）
- 緑の森
大正8年（1919年）。井上吉之 作詞、藤井清水 作曲。

### 旧制大連高等商業学校の歌
→ 学校紹介記事
- 玄界灘の波越えて
昭和13年（1938年）。大亜寮寮歌。近三四二郎 作詞、田中寿雄 作曲。
- 渤海湾に碧波は踊り
昭和14年（1939年）。応援歌。丹羽啓・柏木宗雄 作詞、富田陽 作曲。
- 夕陽照り添ふ丘の上に
昭和14年（1939年）。逍遙歌。大崎勝正 作詞、長岡貞祐 作曲。

### 旧制兵庫県立神戸高等商業学校の歌
→ 学校紹介記事
- かすむ淡路の島影や
昭和6年（1931年）。校歌。三宅修二 作詞、作曲者不詳。
- 高商来るなら（神戸高商小唄）
成立年不詳。作詞者・作曲者 不詳。

### 旧制東亜同文書院の歌
→ 学校紹介記事
- 長江の水
大正6年（1917年）。寮歌。大矢信彦 作詞、作曲者不詳。

### 旧制大阪経済専門学校の歌
→ 学校紹介記事（後身校）
- 此処城北に
昭和23年（1948年）。逍遙歌。中村行男 作詞、松川圭一 作曲。

### 旧制善隣協会専門学校の歌
→ 学校紹介記事
- 遙けき砂丘の彼方より（善隣高商逍遙歌）
昭和14年（1939年）。三期生作。

（以下 スタブ）
- 旧制ハルピン学院の歌